# Линевич, Александр Николаевич
Алекса́ндр Никола́евич Лине́вич (1882—1961) — полковник лейб-гвардии Конной артиллерии, герой Первой мировой войны.

## Биография
Православный. Сын генерала от инфантерии Николая Петровича Линевича (1839—1908).
По окончании Пажеского корпуса по 1-му разряду в 1901 году выпущен был подпоручиком в Гвардейскую конно-артиллерийскую бригаду.
Чины: поручик (1905), штабс-капитан (1909), капитан (1913), полковник (1915).
Участвовал в китайской кампании 1900—1901 годов и в русско-японской войне. Во время последней состоял при штабе Манчжурской армии. В 1908 году был назначен флигель-адъютантом.
В Первую мировую войну вступил с лейб-гвардии Конной артиллерией. Был пожалован Георгиевским оружием
За то, что в бою под гор. Дренгфуртом 26 августа 1914 года, когда под огнём тяжелой артиллерии противника вторая гвардейская кавалерийская дивизия, занимавшая позицию к западу от Мазурских озер, принуждена был отходить с этой позиции через перешеек между озерами, подвергаясь в то же время и обстрелу ружейным огнём из ближайших хуторов и лесов, удержался под этим огнём на прежней позиции и действительным огнём своих 2-х орудий и взвода временно подчиненной ему 26-й артиллерийской бригады дал возможность дивизии отойти в порядке к д. Фюрстенау.
12 февраля 1915 года назначен командующим 1-й батареей лейб-гвардии Конной артиллерии, а 22 марта того же года произведён в полковники на вакансию, с утверждением в должности.
В Гражданскую войну участвовал в Белом движении, в ноябре—декабре 1918 года заведовал хозяйственной частью офицерской дружины генерала Кирпичева в Киеве. В эмиграции в Венгрии, затем в Германии. Состоял членом Общества офицеров-артиллеристов. В 1930 году был произведён в генерал-майоры КИАФ.
Скончался в 1961 году в Берлине.

## Награды
- Орден Святой Анны 4-й ст. (1904);
- Орден Святого Станислава 3-й ст. с мечами и бантом (1905);
- Орден Святого Владимира 4-й ст. с мечами и бантом (1905);
- Орден Святого Станислава 2-й ст. (1912);
- Орден Святой Анны 2-й ст. с мечами (ВП 27.10.1914);
- Георгиевское оружие (ВП 12.06.1915);
- Орден Святого Владимира 3-й ст. с мечами (08.12.1915).

Иностранные:
- французский орден Почетного легиона, кавалерский крест (1907).